# 표범 (1963년 영화)
《표범》(이탈리아어: Il Gattopardo) 또는 《들고양이》는 1963년 개봉한 역사 영화다. 주세페 토마시 디 람페두사가 쓴 동명의 대하소설을 바탕으로 루키노 비스콘티가 감독했으며, 버트 랭커스터, 클라우디아 카르디날레, 알랭 들롱 등이 출연하였다. 1963년 칸 영화제에서 황금종려상을 받았다.

## 줄거리
1860년 시칠리아에서 살리나 공작 돈 파브리치오 코르베라는 조상 대대로 내려온 편안함과 특권을 누리며 살고 있다. 프란체스코 2세의 군대와 주세페 가리발디의 붉은 셔츠단 반군 사이에 전쟁이 발발한다. 반군 중에는 공작의 조카 탄크레디가 있는데, 공작은 그의 낭만적인 정치관을 다소 기묘한 동정심으로 망설이며 받아들인다. 봉기에 화가 난 공작은 팔레르모로 떠난다. 가리발디 군대는 도시를 정복하고 부르봉가로부터 시칠리아를 빼앗는다. 공작은 모든 것이 표면적으로는 동일하게 유지되면서도 중산층이 지배층을 대체하는 변화의 불가피성에 대해 생각한다. 변화의 흐름에 굴복하기를 거부하며 공작은 돈나푸가타에 있는 그의 여름 별궁으로 떠난다.
새로운 전국 의회는 국민투표를 소집하고, 마을의 주요 시민인 돈 칼로제로 세다라의 부패와 지지 덕분에 민족주의자들이 512대 0으로 승리한다. 돈 칼로제로는 코르베라 가문의 별장에 초대받고, 그는 딸 안젤리카와 함께 온다. 공작과 탄크레디 모두 안젤리카의 아름다움에 매료된다. 곧이어 탄크레디는 그녀에게 청혼할 계획을 세운다. 공작은 이 결혼의 지혜를 이해하는데, 조카의 야망 때문에 탄크레디가 즉시 현금이 필요할 것이고 안젤리카의 아버지는 기꺼이 제공할 것임을 알기 때문이다. 공작과 돈 칼로제로의 축복을 받으며 탄크레디와 안젤리카는 약혼한다. 탄크레디가 가리발디에서 비토리오 에마누엘레 국왕의 새로 형성된 군대로 충성을 옮기는 것을 알아차린 공작은 조카가 새로운 이탈리아에서 번성할 기회주의자라고 슬프게 판단한다.
사르데냐 왕국의 대표인 카발리에르 슈발리가 공작의 별장으로 찾아온다. 그는 공작에게 새로 생긴 이탈리아 왕국의 상원에 합류해달라고 간청하며, 공작의 위대한 자비와 지혜가 시칠리아 거리의 빈곤과 무지를 완화하는 데 도움이 되기를 바란다. 그러나 공작은 이 초대를 거절하며, 시칠리아는 고대 유산에 자부심을 느끼는 민족이므로 현대의 망상보다는 전통을 선호한다고 말한다. 그는 자신이 '표범'과 '사자'라고 부르는 귀족 통치자들이 '자칼'과 '하이에나'라고 부르는 더 관료적인 통치자들로 대체될 것을 예견하지만, 일반 대중인 '양'을 포함한 모든 사람들은 계속해서 자신들을 '세상의 소금'으로 여길 것이라고 말한다. 공작은 돈 칼로제로가 더 적절한 상원의원이 될 것이라고 추천한다.
탄크레디를 포함한 코르베라 가문은 이웃 공작의 별장에서 열리는 성대한 무도회에 참석하고, 이 행사는 안젤리카의 상류 사회 데뷔를 알린다. 우울증과 졸부들의 우스꽝스러움에 시달리던 공작은 방에서 방으로 외로이 거닐며 자신이 그렇게 훌륭하게 대표하는 사회 전체에 점점 더 불만을 느끼는데, 그때 안젤리카가 다가와 춤을 신청한다. 그는 받아들이고 잠시 동안 과거의 우아하고 멋진 모습을 되찾아 보여주지만, 춤을 마친 후 그는 다시금 곧바로 실망에 잠긴다.
이른 아침, 공작은 홀로 무도회를 떠난다. 무거운 마음으로 텅 빈 거리를 걷던 그는 서둘러 지나가며 집에 임종성사를 주러 들어가는 사제를 위해 잠시 멈춰 서고, 이탈리아의 희미해져 가는 과거를 상징하는 어두운 골목으로 들어선다. 그는 자신이 그 과거에 속한다고 느낀다.

## 출연
- 버트 랭커스터 - 돈 파브리치오 살리나
- 클라우디아 카르디날레 - 안젤리카 세다라/베르티아나
- 알랭 들롱 - 탄크레디 팔코네리
- 파올로 스토파 - 돈 칼로제로 세다라
- 리나 모렐리 - 마리아 스텔라 살리나
- 로몰로 발리 - 피론
- 테렌스 힐 - 카브리아지
- 피에르 클레멘티 - 프란체스코 파올로
- 루칠라 모를라치 - 콘체타
- 줄리아노 젬마 - 가리발디 진영 장군